# 生駒親章
生駒 親章（いこま ちかあきら、安永2年5月7日（1773年6月26日） - 文化14年6月11日（1817年7月24日））は、江戸時代中期から後期の旗本。通称は斧太郎、主殿、大内蔵。

## 生涯
安永2年（1773年）5月17日、交代寄合生駒親睦の長男として誕生した。生母は生駒親賢の養女（実父津田信成）。養子に陸奥二本松藩主丹羽長貴の子親孝。
天明2年（1782年）5月7日、親睦の死去により家督を相続した。寛政10年（1798年）9月15日、将軍徳川家斉に御目見する。文化14年（1817年）6月11日、死去。正室は喜連川恵氏の娘。家督は婿養子の親孝が継いだ。